# Uhrovec
Uhrovec est un village de Slovaquie situé dans la région de Trenčín.

## Géographie
Le village est situé au pied du Jankov vŕšok dans les monts Strážovské vrchy.

## Histoire
Première mention écrite du village en 1364.

## Démographie

### Évolution de la population
| Année:               | 1994. | 2004.   | 2014.   | 2024.   |
| -------------------- | ----- | ------- | ------- | ------- |
| Nombre de personnes: | 1591  | 1478    | 1510    | 1522    |
| Différence:          |       | -7,10 % | +2,16 % | +0,79 % |

| Année:               | 2023. | 2024.   |
| -------------------- | ----- | ------- |
| Nombre de personnes: | 1533  | 1522    |
| Différence:          |       | -0,71 % |

## Personnalités

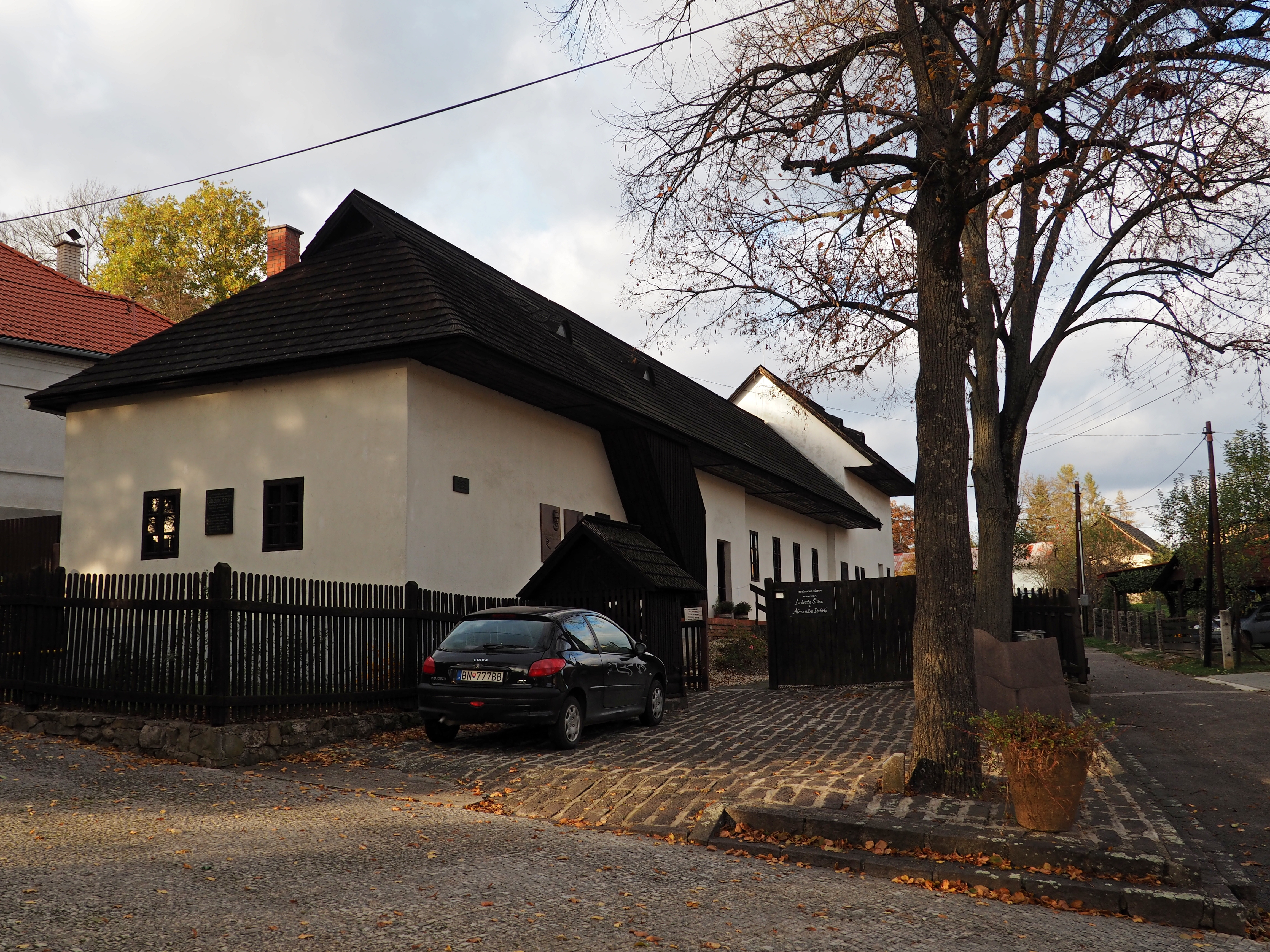
La maison natale de Ľudovít Štúr et Alexander Dubček

Uhrovec est connu pour être le village natal de :
- Ľudovít Štúr, homme politique slovaque, codificateur de la langue slovaque moderne,
- Alexander Dubček, homme politique slovaque, figure de proue du printemps de Prague.

Tous deux sont nés dans le même bâtiment : l’école du village.
- Karol Šovánka, peintre animalier.